# 14.ª etapa del Tour de Francia 2019
La 14.ª etapa del Tour de Francia 2019 tuvo lugar el 20 de julio de 2019 entre Tarbes y Col du Tourmalet sobre un recorrido de 117,5 km y fue ganada por el francés Thibaut Pinot del Groupama-FDJ. Su compatriota Julian Alaphilippe logró mantener el maillot jaune.

## Clasificación de la etapa
| \| Clasificación de la etapa \| Clasificación de la etapa \| Clasificación de la etapa \| Clasificación de la etapa \| Clasificación de la etapa \| \| Ciclista \| Ciclista \| Equipo \| Tiempo \| \| \| ------------------------- \| ------------------------- \| ------------------------- \| ------------------------- \| ------------------------- \| \| 1.º \| Thibaut Pinot \| Groupama-FDJ \| 3 h 10 min 20 s \| \| \| 2.º \| Julian Alaphilippe \| Deceuninck-Quick Step \| + 6 s \| \| \| 3.º \| Steven Kruijswijk \| Team Jumbo-Visma \| + 6 s \| \| \| 4.º \| Emanuel Buchmann \| Bora-Hansgrohe \| + 8 s \| \| \| 5.º \| Egan Bernal \| Team Ineos \| + 8 s \| \| \| 6.º \| Mikel Landa \| Movistar Team \| + 14 s \| \| \| 7.º \| Rigoberto Urán \| EF Education First \| + 30 s \| \| \| 8.º \| Geraint Thomas \| Team Ineos \| + 36 s \| \| \| 9.º \| Warren Barguil \| Arkéa-Samsic \| + 38 s \| \| \| 10.º \| Jakob Fuglsang \| Astana \| + 53 s \| \| |                    |                       |                 |
| |                    |                       |                 |
| Fuente: ProCyclingStats |                    |                       |                 |
| Clasificación de la etapa |                    |                       |                 |
| Ciclista | Ciclista           | Equipo                | Tiempo          |
| 1.º | Thibaut Pinot      | Groupama-FDJ          | 3 h 10 min 20 s |
| 2.º | Julian Alaphilippe | Deceuninck-Quick Step | + 6 s           |
| 3.º | Steven Kruijswijk  | Team Jumbo-Visma      | + 6 s           |
| 4.º | Emanuel Buchmann   | Bora-Hansgrohe        | + 8 s           |
| 5.º | Egan Bernal        | Team Ineos            | + 8 s           |
| 6.º | Mikel Landa        | Movistar Team         | + 14 s          |
| 7.º | Rigoberto Urán     | EF Education First    | + 30 s          |
| 8.º | Geraint Thomas     | Team Ineos            | + 36 s          |
| 9.º | Warren Barguil     | Arkéa-Samsic          | + 38 s          |
| 10.º | Jakob Fuglsang     | Astana                | + 53 s          |

## Clasificaciones al final de la etapa

### Clasificación general(Maillot Jaune)
| \| Clasificación general \| Clasificación general \| Clasificación general \| Clasificación general \| Clasificación general \| \| Ciclista \| Ciclista \| Equipo \| Tiempo \| \| \| --------------------- \| --------------------- \| --------------------- \| --------------------- \| --------------------- \| \| 1.º \| Julian Alaphilippe \| Deceuninck-Quick Step \| 56 h 11 min 29 s \| \| \| 2.º \| Geraint Thomas \| Team Ineos \| + 2 min 02 s \| \| \| 3.º \| Steven Kruijswijk \| Team Jumbo-Visma \| + 2 min 14 s \| \| \| 4.º \| Egan Bernal \| Team Ineos \| + 3 min 00 s \| \| \| 5.º \| Emanuel Buchmann \| Bora-Hansgrohe \| + 3 min 12 s \| \| \| 6.º \| Thibaut Pinot \| Groupama-FDJ \| + 3 min 12 s \| \| \| 7.º \| Rigoberto Urán \| EF Education First \| + 4 min 24 s \| \| \| 8.º \| Jakob Fuglsang \| Astana \| + 5 min 22 s \| \| \| 9.º \| Alejandro Valverde \| Movistar Team \| + 5 min 27 s \| \| \| 10.º \| Enric Mas \| Deceuninck-Quick Step \| + 5 min 38 s \| \| |                    |                       |                  |
| |                    |                       |                  |
| Fuente: ProCyclingStats |                    |                       |                  |
| Clasificación general |                    |                       |                  |
| Ciclista | Ciclista           | Equipo                | Tiempo           |
| 1.º | Julian Alaphilippe | Deceuninck-Quick Step | 56 h 11 min 29 s |
| 2.º | Geraint Thomas     | Team Ineos            | + 2 min 02 s     |
| 3.º | Steven Kruijswijk  | Team Jumbo-Visma      | + 2 min 14 s     |
| 4.º | Egan Bernal        | Team Ineos            | + 3 min 00 s     |
| 5.º | Emanuel Buchmann   | Bora-Hansgrohe        | + 3 min 12 s     |
| 6.º | Thibaut Pinot      | Groupama-FDJ          | + 3 min 12 s     |
| 7.º | Rigoberto Urán     | EF Education First    | + 4 min 24 s     |
| 8.º | Jakob Fuglsang     | Astana                | + 5 min 22 s     |
| 9.º | Alejandro Valverde | Movistar Team         | + 5 min 27 s     |
| 10.º | Enric Mas          | Deceuninck-Quick Step | + 5 min 38 s     |

### Clasificación por puntos(Maillot Vert)
| Clasificación por puntos | Clasificación por puntos | Clasificación por puntos | Clasificación por puntos | Clasificación por puntos |
| Ciclista                 | Ciclista                 | Equipo                   | Puntos                   |                          |
| ------------------------ | ------------------------ | ------------------------ | ------------------------ | ------------------------ |
| 1.º                      | Peter Sagan              | Bora-Hansgrohe           | 284 pts                  |                          |
| 2.º                      | Sonny Colbrelli          | Bahrain-Merida           | 191 pts                  |                          |
| 3.º                      | Elia Viviani             | Deceuninck-Quick Step    | 184 pts                  |                          |
| 4.º                      | Michael Matthews         | Team Sunweb              | 167 pts                  |                          |
| 5.º                      | Caleb Ewan               | Lotto-Soudal             | 148 pts                  |                          |
| 6.º                      | Jasper Stuyven           | Trek-Segafredo           | 132 pts                  |                          |
| 7.º                      | Matteo Trentin           | Mitchelton-Scott         | 118 pts                  |                          |
| 8.º                      | Julian Alaphilippe       | Deceuninck-Quick Step    | 112 pts                  |                          |
| 9.º                      | Greg Van Avermaet        | CCC Team                 | 101 pts                  |                          |
| 10.º                     | Dylan Groenewegen        | Team Jumbo-Visma         | 96 pts                   |                          |

### Clasificación de la montaña(Maillot à Pois Rouges)
| Clasificación de la montaña | Clasificación de la montaña | Clasificación de la montaña | Clasificación de la montaña | Clasificación de la montaña |
| Ciclista                    | Ciclista                    | Equipo                      | Puntos                      |                             |
| --------------------------- | --------------------------- | --------------------------- | --------------------------- | --------------------------- |
| 1.º                         | Tim Wellens                 | Lotto-Soudal                | 64 pts                      |                             |
| 2.º                         | Thibaut Pinot               | Groupama-FDJ                | 42 pts                      |                             |
| 3.º                         | Thomas de Gendt             | Lotto-Soudal                | 37 pts                      |                             |
| 4.º                         | Julian Alaphilippe          | Deceuninck-Quick Step       | 33 pts                      |                             |
| 5.º                         | Giulio Ciccone              | Trek-Segafredo              | 30 pts                      |                             |
| 6.º                         | Xandro Meurisse             | Wanty-Gobert                | 27 pts                      |                             |
| 7.º                         | Steven Kruijswijk           | Team Jumbo-Visma            | 24 pts                      |                             |
| 8.º                         | Natnael Berhane             | Cofidis, Solutions Crédits  | 20 pts                      |                             |
| 9.º                         | Emanuel Buchmann            | Bora-Hansgrohe              | 20 pts                      |                             |
| 10.º                        | Tiesj Benoot                | Lotto-Soudal                | 16 pts                      |                             |

### Clasificación del mejor joven(Maillot Blanc)
| Clasificación del mejor joven | Clasificación del mejor joven | Clasificación del mejor joven | Clasificación del mejor joven | Clasificación del mejor joven |
| Ciclista                      | Ciclista                      | Equipo                        | Tiempo                        |                               |
| ----------------------------- | ----------------------------- | ----------------------------- | ----------------------------- | ----------------------------- |
| 1.º                           | Egan Bernal                   | Team Ineos                    | 56 h 14 min 29 s              |                               |
| 2.º                           | Enric Mas                     | Deceuninck-Quick Step         | + 2 min 38 s                  |                               |
| 3.º                           | David Gaudu                   | Groupama-FDJ                  | + 8 min 00 s                  |                               |
| 4.º                           | Laurens De Plus               | Team Jumbo-Visma              | + 31 min 56 s                 |                               |
| 5.º                           | Giulio Ciccone                | Trek-Segafredo                | + 37 min 10 s                 |                               |
| 6.º                           | Gregor Mühlberger             | Bora-Hansgrohe                | + 40 min 04 s                 |                               |
| 7.º                           | Tiesj Benoot                  | Lotto-Soudal                  | + 51 min 59 s                 |                               |
| 8.º                           | Søren Kragh Andersen          | Team Sunweb                   | + 1 h 13 min 50 s             |                               |
| 9.º                           | Gianni Moscon                 | Team Ineos                    | + 1 h 14 min 43 s             |                               |
| 10.º                          | Lennard Kämna                 | Team Sunweb                   | + 1 h 16 min 14 s             |                               |

### Clasificación por equipos(Classement par Équipe)
| Clasificación por equipos | Clasificación por equipos | Clasificación por equipos | Clasificación por equipos |
| Equipo                    | Equipo                    | Tiempo                    |                           |
| ------------------------- | ------------------------- | ------------------------- | ------------------------- |
| 1.º                       | Movistar Team             | 169 h 02 min 15 s         |                           |
| 2.º                       | Trek-Segafredo            | + 11 min 05 s             |                           |
| 3.º                       | Bora-hansgrohe            | + 25 min 10 s             |                           |
| 4.º                       | Team Jumbo-Visma          | + 27 min 09 s             |                           |
| 5.º                       | Ineos                     | + 31 min 45 s             |                           |
| 6.º                       | Groupama-FDJ              | + 32 min 27 s             |                           |
| 7.º                       | Mitchelton-Scott          | + 39 min 02 s             |                           |
| 8.º                       | UAE Team Emirates         | + 45 min 20 s             |                           |
| 9.º                       | EF Education First        | + 46 min 14 s             |                           |
| 10.º                      | AG2R La Mondiale          | + 52 min 06 s             |                           |

## Abandonos
- Maximilian Schachmann, con tres dedos fracturados en su mano izquierda debido a una caída en la etapa anterior, no tomó la salida.[2]